# İzmir (province)
Pour la ville, voir Izmir.
La province d’İzmir est une des 81 provinces de Turquie. Sa préfecture est Izmir.

## Géographie
Sa superficie est de 11 973 km2.

## Population
En 2013, la province était peuplée d'environ 3 948 848 habitants, soit une densité de population d'environ 330 hab./km2.
| 2000      | 2001      | 2002      | 2003      | 2004      | 2005      | 2006      |
| --------- | --------- | --------- | --------- | --------- | --------- | --------- |
| 3 431 204 | 3 477 209 | 3 519 233 | 3 560 544 | 3 603 838 | 3 648 575 | 3 694 316 |

| 2007      | 2008      | 2009      | 2010      | 2011      | 2012      | 2013      |
| --------- | --------- | --------- | --------- | --------- | --------- | --------- |
| 3 739 353 | 3 795 978 | 3 868 308 | 3 948 848 | 3 965 232 | 4 005 459 | 4 061 074 |

| 2014      | 2015      | 2016      | 2017      | 2018      | 2019      | 2020      |
| --------- | --------- | --------- | --------- | --------- | --------- | --------- |
| 4 113 072 | 4 168 415 | 4 223 545 | 4 279 677 | 4 320 519 | 4 367 251 | 4 394 694 |

| 2021      | 2022      | 2023      | - | - | - | - |
| --------- | --------- | --------- | - | - | - | - |
| 4 425 789 | 4 462 056 | 4 479 525 | - | - | - | - |

## Administration
La province est administrée par un préfet (en turc : vali).

## Subdivisions
La province est divisée en 30 districts (en turc : ilçe, au singulier), parmi lesquels se trouve le district d'Izmir.

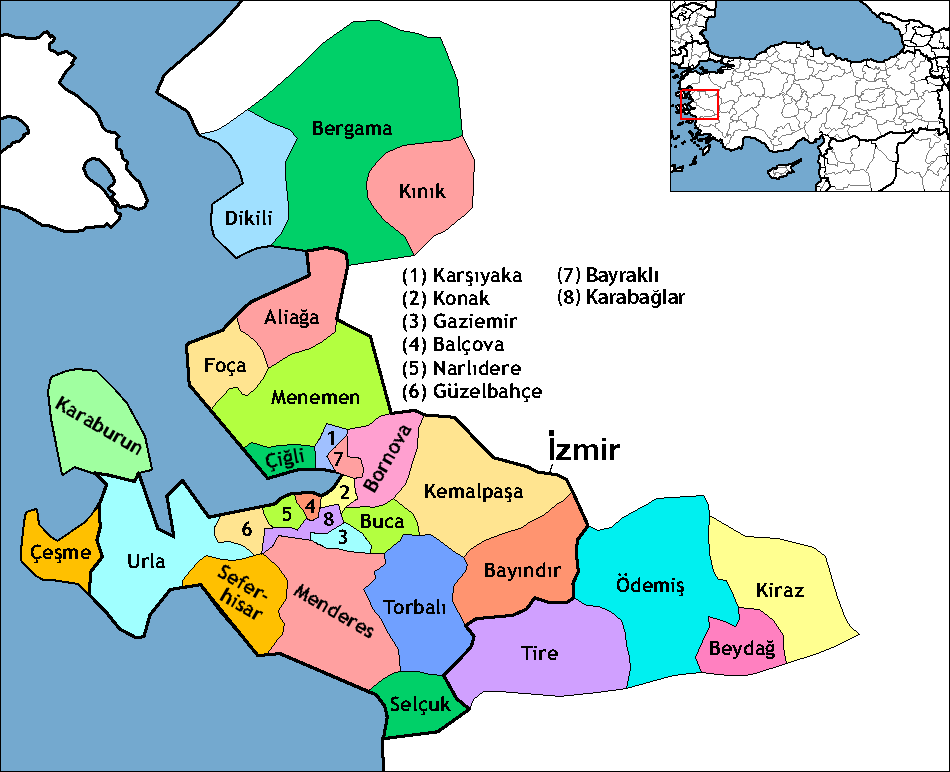
Districts d'İzmir

- Aliağa
- Balçova
- Bayındır
- Bayraklı
- Bergama
- Beydağ
- Bornova
- Buca
- Çeşme
- Çiğli
- Dikili
- Foça
- Gaziemir
- Güzelbahçe
- Karabağlar
- Karaburun
- Karşıyaka
- Kemalpaşa
- Kınık
- Kiraz
- Konak
- Menderes
- Menemen
- Narlıdere
- Ödemiş
- Seferihisar
- Selçuk
- Tire
- Torbalı
- Urla